# The Stars Fell on Henrietta
The Stars Fell on Henrietta är en amerikansk dramafilm från 1995 från Warner Bros., regisserad av James Keach och producerad av Clint Eastwood. Filmen är baserad på novellen Luck skriven av Winifred Sanford. Manuset till filmen skrevs av Philip Railsback, som är Sanfords barnbarn.

## Handling
Filmen utspelar sig under den amerikanska oljeboomen på 1800-talet. Mr. Cox (Robert Duvall), som haft otur på senaste tiden med att finna olja, befinner sig i staden Henrietta och lyckas med okonventionella metoder övertyga sig själv och Don Day (Aidan Quinn) om att det finns olja på Days mark.

## Skådespelare
- Robert Duvall som Mr. Cox
- Aidan Quinn som Don Day
- Frances Fisher som Cora Day
- Brian Dennehy som Big Dave McDermot
- Billy Bob Thornton som Roy
- Lexi Randall som Beatric Day

Inspelningen ägde rum i Abilene och Bartlett i Texas med en budget på 13 000 000 dollar.

## Mottagande
Filmen fick mestadels blandade recensioner och hade bara 50 % på Rotten Tomatoes, även om Robert Duvalls prestation fick stor beröm. Roger Ebert från Chicago Sun-Times skrev, "Filmen kan vara värd att se för Robert Duvalls insats, men själva berättelsen är en besvikelse; den verkar gå runt samma spår, och när utdelningen kommer, blir det en besvikelse." Kenneth Turan från Los Angeles Times skrev, "Duvalls prestation är dock uppriktigt sagt på en annan nivå än något annat i filmen. Med sin medfödda förmåga att skapa personporträtt, att få sina välbekanta manér och gester att fungera effektivt i varje situation, är Duvall en skådespelare att beundra. Även om det inte ligger i hans makt att rädda bilden."